# Michaël Brun
Michaël Brun (ur. 19 maja 1992 roku w Port-au-Prince) – haitański DJ i producent muzyczny, a także założyciel wytwórni Kid Coconut.

## Życiorys
Brun urodził się w stolicy Haiti, Port-au-Prince w 1990 roku. Jego ojciec jest Haitańczykiem, natomiast matka ma pochodzenie gujańskie - stąd egzotyczna uroda młodego producenta. Jako nastolatek uczył się gry na gitarze, a muzyką elektroniczną zaczął się interesować w wieku 16 lat. Dorastał w otoczeniu haitańskiej muzyki narodowej, która wywarła ogromny wpływ na jego stosunek do muzyki i do dziś jest jej wielkim entuzjastą. Brun studiował w Stanach Zjednoczonych, jednak dziś mieszka w z powrotem w ojczyźnie. W 2011 roku wydał swoją pierwszą produkcję pt. Dawn nakładem holenderskiej wytwórni Hardwella - Revealed Recordings, który zyskał popularność wśród wielu producentów, którzy chętnie go grywali w swoich setach i podcastach. W 2011 wydany został remix do singla Dirty Southa pt. Alive, który tak przypadł do gustu serbsko-australijskiemu producentowi, że nieco później Brun podpisał kontrakt z wytwórnią. W marcu tego samego roku nakładem Phazing Records wydano singiel Rise, który w ostatecznej wersji został nieznacznie zmieniony przez samego Dirty Southa. Kamieniem milowym był singiel Rift, dzięki któremu o Brunie usłyszało wiele fanów muzyki elektronicznej, a sam utwór znalazł się na playlistach wielu DJ-ów.
W 2013 młody Haitańczyk wydał wiele oficjalnych remixów dla takich artystów jak Calvin Harris, Dash Berlin czy Alicia Keys, a we wrześniu nakładem Phazing Records wydano jego pierwszy extended play, w którego skład weszły utwory Gravity, Halfway z wokalem Zashanell i Antares, które zyskało uznanie takich nazwisk, jak Sebastian Ingrosso czy Hardwell.
W sierpniu 2014 Brun otworzył własną wytwórnię Kid Coconut.

## Dyskografia

### Single
- 2011: Shades of Grey
- 2011: Dawn
- 2012: Rise
- 2012: Synergy (oraz Special Features)
- 2012: Rift (oraz Dirty South)
- 2013: Gravity
- 2013: Halfway (gościnnie: Zashanell)
- 2013: Antares
- 2014: Zenith
- 2014: Sun in Your Eyes (oraz DubVison; gościnnie: Tom Cane)
- 2015: Woo (oraz Dirty Twist)

### Remiksy
- 2011: Calvin Harris – Awooga (Michaël Brun Remix)
- 2011: Dirty South & Thomas Gold feat. Kate Elsworth – Alive (Michaël Brun Remix)
- 2011: Heatbeat – Childish Gambino (Michaël Brun Remix)
- 2011: Delivio Reavon & Aaron Gill feat. Phatt – Dancing (Michaël Brun Remix)
- 2012: Charlie XCX – Nuclear Seasons (Michaël Brun Remix)
- 2012: Those Usual Suspects & Nordean – Burn Forever (Michaël Brun Remix)
- 2013: Rune RK feat. Andreas Moe – Power of You And Me (Michaël Brun Remix)
- 2013: Dirty South feat. Joe Gil – Your Heart (Michaël Brun Remix)
- 2013: Calvin Harris feat. Ayah Marar – Thinking About You (Michaël Brun Remix)
- 2013: Dirty South feat. Joe Gil – Until the End (Michaël Brun Remix)
- 2013: Dash Berlin & Alexander Popov – Steal You Away (Michaël Brun Remix)
- 2013: Alicia Keys & Maxwell – Fire We Make (Michaël Brun Remix)
- 2013: Tiesto feat. Kyler England – Take Me (Michaël Brun Remix)
- 2013: Armin van Buuren feat. Laura Jansen – Sound of the Drums (Michaël Brun Remix)
- 2014: Max Elto – Shadow of the Sun (Michaël Brun Remix)
- 2014: Mako – Our Story (Michaël Brun Remix)
- 2014: Lee Carter, Oliver Chang & Daniel Etienne – Arkham (Michaël Brun Mix)
- 2015: Shanahan – Ivory (Michaël Brun Mix)
- 2015: David Guetta feat. Emeli Sande – What I Did for Love (Michaël Brun Remix)
- 2015: Michaël Brun & Rune RK feat. Denny White – See You Soon (Michaël Brun Island Remix)